# Campionati europei di ciclismo su strada 2021 - Gara in linea femminile Junior
La gara in linea femminile Junior dei Campionati europei di ciclismo su strada 2021, diciassettesima edizione della prova, si disputò il 10 settembre 2021 su un circuito di 13,2 km da ripetere 5 volte, per un percorso totale di 67,6 km, con partenza ed arrivo a Trento, in Italia. La vittoria fu appannaggio della tedesca Linda Riedmann, che terminò la gara in 1h53'09" alla media di 35,841 km/h, precedendo l'italiana Eleonora Ciabocco e la francese Eglantine Rayer.
Partenza con 90 cicliste, delle quali 32 portarono a termine la competizione.

## Squadre partecipanti
| N.    | Cod. | Squadra     |
| ----- | ---- | ----------- |
| 1-6   | NLD  | Paesi Bassi |
| 7-9   | DEU  | Germania    |
| 10-11 | FIN  | Finlandia   |
| 12-17 | FRA  | Francia     |
| 18-23 | ITA  | Italia      |
| 24-25 | CZE  | Rep. Ceca   |
| 26-31 | ESP  | Spagna      |
| 32-36 | CHE  | Svizzera    |
| 37-42 | BEL  | Belgio      |
| 43-45 | PRT  | Portogallo  |
| 46-47 | SVK  | Slovacchia  |
| 48-50 | EST  | Estonia     |
| 51-54 | AUT  | Austria     |

| N.    | Cod. | Squadra        |
| ----- | ---- | -------------- |
| 55    | BGR  | Bulgaria       |
| 56    | CYP  | Cipro          |
| 57    | ISL  | Islanda        |
| 58    | IRL  | Irlanda        |
| 59-61 | LAT  | Lettonia       |
| 62-63 | LTU  | Lituania       |
| 64    | LUX  | Lussemburgo    |
| 65-68 | NOR  | Norvegia       |
| 69-74 | POL  | Polonia        |
| 75-80 | RUS  | Federaz. Russa |
| 81-83 | SVN  | Slovenia       |
| 84-86 | SWE  | Svezia         |
| 87-90 | UKR  | Ucraina        |

## Ordine d'arrivo (Top 10)
| Pos. | Corridore           | Squadra     | Tempo    |
| ---- | ------------------- | ----------- | -------- |
| 1    | Linda Riedmann      | Germania    | 1h53'09" |
| 2    | Eleonora Ciabocco   | Italia      | s.t.     |
| 3    | Eglantine Rayer     | Francia     | a 2"     |
| 4    | Francesca Barale    | Italia      | s.t.     |
| 5    | Alena Ivanchenko    | Russia      | s.t.     |
| 6    | Anniina Ahtosalo    | Finlandia   | a 1'10"  |
| 7    | Noëlle Rüetschi     | Svizzera    | s.t.     |
| 8    | Carlotta Cipressi   | Italia      | s.t.     |
| 9    | Anna van der Meiden | Paesi Bassi | s.t.     |
| 10   | Fiona Zimmermann    | Svizzera    | s.t.     |